# SunTrust Indy Challenge de 2008
O SunTrust Indy Challenge de 2008 foi a nona corrida da temporada de 2008 da IndyCar Series. A corrida foi disputada no dia 28 de junho no Richmond International Raceway, localizado na cidade de Richmond, Virgínia. O vencedor foi o brasileiro Tony Kanaan, da equipe Andretti-Green Racing.

## Pilotos e Equipes
| Nº | Piloto               | Equipe                     | Chassis | Motor | Pneu |
| -- | -------------------- | -------------------------- | ------- | ----- | ---- |
| 2  | A. J. Foyt IV        | Vision Racing              | Dallara | Honda | F    |
| 3  | Hélio Castroneves    | Team Penske                | Dallara | Honda | F    |
| 4  | Vitor Meira          | Panther Racing             | Dallara | Honda | F    |
| 5  | Oriol Servià (R)     | KV Racing Technology       | Dallara | Honda | F    |
| 6  | Ryan Briscoe         | Team Penske                | Dallara | Honda | F    |
| 7  | Danica Patrick       | Andretti-Green Racing      | Dallara | Honda | F    |
| 8  | Will Power (R)       | KV Racing Technology       | Dallara | Honda | F    |
| 9  | Scott Dixon          | Chip Ganassi Racing        | Dallara | Honda | F    |
| 10 | Dan Wheldon          | Chip Ganassi Racing        | Dallara | Honda | F    |
| 11 | Tony Kanaan          | Andretti-Green Racing      | Dallara | Honda | F    |
| 14 | Darren Manning       | A. J. Foyt Enterprises     | Dallara | Honda | F    |
| 15 | Buddy Rice           | Dreyer & Reinbold Racing   | Dallara | Honda | F    |
| 17 | Ryan Hunter-Reay     | Rahal Letterman Racing     | Dallara | Honda | F    |
| 18 | Bruno Junqueira      | Dale Coyne Racing          | Dallara | Honda | F    |
| 19 | Mario Moraes (R)     | Dale Coyne Racing          | Dallara | Honda | F    |
| 20 | Ed Carpenter         | Vision Racing              | Dallara | Honda | F    |
| 23 | Townsend Bell        | Dreyer & Reinbold Racing   | Dallara | Honda | F    |
| 24 | John Andretti        | Roth Racing                | Dallara | Honda | F    |
| 25 | Marty Roth           | Roth Racing                | Dallara | Honda | F    |
| 26 | Marco Andretti       | Andretti-Green Racing      | Dallara | Honda | F    |
| 27 | Hideki Mutoh (R)     | Andretti-Green Racing      | Dallara | Honda | F    |
| 33 | E. J. Viso (R)       | HVM Racing                 | Dallara | Honda | F    |
| 34 | Jaime Câmara (R)     | Conquest Racing            | Dallara | Honda | F    |
| 36 | Enrique Bernoldi (R) | Conquest Racing            | Dallara | Honda | F    |
| 02 | Justin Wilson (R)    | Newman/Haas/Lanigan Racing | Dallara | Honda | F    |
| 06 | Graham Rahal (R)     | Newman/Haas/Lanigan Racing | Dallara | Honda | F    |

- (R) - Rookie

## Resultados

### Treino classificatório
| Treino classificatório - 27 de junho | Treino classificatório - 27 de junho | Treino classificatório - 27 de junho | Treino classificatório - 27 de junho | Treino classificatório - 27 de junho | Treino classificatório - 27 de junho | Treino classificatório - 27 de junho | Treino classificatório - 27 de junho | Treino classificatório - 27 de junho |
| Pos                                  | Nº                                   | Piloto                               | Equipe                               | Volta 1                              | Volta 2                              | Volta 3                              | Volta 4                              | Tempo total                          |
| ------------------------------------ | ------------------------------------ | ------------------------------------ | ------------------------------------ | ------------------------------------ | ------------------------------------ | ------------------------------------ | ------------------------------------ | ------------------------------------ |
| 1                                    | 11                                   | Tony Kanaan                          | Andretti-Green Racing                | 16.2065                              | 16.0055                              | 16.0687                              | 16.0526                              | 1:04.3333                            |
| 2                                    | 26                                   | Marco Andretti                       | Andretti-Green Racing                | 16.1617                              | 16.0622                              | 16.0562                              | 16.0841                              | 1:04.3642                            |
| 3                                    | 06                                   | Graham Rahal (R)                     | Newman/Haas/Lanigan Racing           | 16.2360                              | 16.1721                              | 16.1017                              | 16.0642                              | 1:04.5740                            |
| 4                                    | 9                                    | Scott Dixon                          | Chip Ganassi Racing                  | 16.2560                              | 16.0840                              | 16.1238                              | 16.1604                              | 1:04.6242                            |
| 5                                    | 15                                   | Buddy Rice                           | Dreyer & Reinbold Racing             | 16.4558                              | 16.2527                              | 16.0283                              | 16.0099                              | 1:04.7467                            |
| 6                                    | 10                                   | Dan Wheldon                          | Chip Ganassi Racing                  | 16.3059                              | 16.2587                              | 16.0920                              | 16.1040                              | 1:04.7606                            |
| 7                                    | 27                                   | Hideki Mutoh (R)                     | Andretti-Green Racing                | 16.3236                              | 16.1549                              | 16.1679                              | 16.2116                              | 1:04.8580                            |
| 8                                    | 2                                    | A. J. Foyt IV                        | Vision Racing                        | 16.3499                              | 16.2320                              | 16.2431                              | 16.1860                              | 1:05.0110                            |
| 9                                    | 18                                   | Bruno Junqueira                      | Dale Coyne Racing                    | 16.3675                              | 16.2672                              | 16.2716                              | 16.1414                              | 1:05.0477                            |
| 10                                   | 5                                    | Oriol Servià (R)                     | KV Racing Technology                 | 16.4022                              | 16.2452                              | 16.1939                              | 16.2917                              | 1:05.1330                            |
| 11                                   | 6                                    | Ryan Briscoe                         | Team Penske                          | 16.4932                              | 16.2426                              | 16.2595                              | 16.2052                              | 1:05.2005                            |
| 12                                   | 24                                   | John Andretti                        | Roth Racing                          | 16.4844                              | 16.2634                              | 16.2225                              | 16.3753                              | 1:05.3456                            |
| 13                                   | 20                                   | Ed Carpenter                         | Vision Racing                        | 16.4799                              | 16.3215                              | 16.3795                              | 16.2885                              | 1:05.4694                            |
| 14                                   | 7                                    | Danica Patrick                       | Andretti-Green Racing                | 16.7861                              | 16.3746                              | 16.2362                              | 16.2982                              | 1:05.6951                            |
| 15                                   | 25                                   | Marty Roth                           | Roth Racing                          | 16.5869                              | 16.4120                              | 16.3163                              | 16.4080                              | 1:05.7232                            |
| 16                                   | 8                                    | Will Power (R)                       | KV Racing Technology                 | 16.4847                              | 16.4526                              | 16.4570                              | 16.3308                              | 1:05.7251                            |
| 17                                   | 4                                    | Vitor Meira                          | Panther Racing                       | 16.5719                              | 16.4892                              | 16.4396                              | 16.4137                              | 1:05.9144                            |
| 18                                   | 3                                    | Hélio Castroneves                    | Team Penske                          | 16.6526                              | 16.4498                              | 16.4659                              | 16.5461                              | 1:06.1144                            |
| 19                                   | 33                                   | E. J. Viso (R)                       | HVM Racing                           | 16.5829                              | 16.7595                              | 16.4849                              | 16.3614                              | 1:06.1887                            |
| 20                                   | 19                                   | Mario Moraes (R)                     | Dale Coyne Racing                    | 16.8311                              | 16.5425                              | 16.5534                              | 16.5074                              | 1:06.4344                            |
| 21                                   | 23                                   | Townsend Bell                        | Dreyer & Reinbold Racing             | 16.7069                              | 16.6665                              | 16.4163                              | 16.6649                              | 1:06.4546                            |
| 22                                   | 14                                   | Darren Manning                       | A. J. Foyt Enterprises               | 16.9255                              | 16.8516                              | 16.8717                              | 16.5923                              | 1:07.2411                            |
| 23                                   | 02                                   | Justin Wilson (R)                    | Newman/Haas/Lanigan Racing           | 16.9711                              | 17.0602                              | 16.8524                              | 16.7633                              | 1:07.6470                            |
| 24                                   | 34                                   | Jaime Câmara (R)                     | Conquest Racing                      | 17.1054                              | 16.9721                              | 16.9420                              | 16.9546                              | 1:07.9741                            |
| 25                                   | 17                                   | Ryan Hunter-Reay                     | Rahal Letterman Racing               | —                                    | —                                    | —                                    | —                                    | sem tempo                            |
| 26                                   | 36                                   | Enrique Bernoldi (R)                 | Conquest Racing                      | —                                    | —                                    | —                                    | —                                    | sem tempo                            |
| Relatório[ligação inativa]           |                                      |                                      |                                      |                                      |                                      |                                      |                                      |                                      |

- (R) - Rookie

### Corrida
| Corrida - 28 de junho      | Corrida - 28 de junho | Corrida - 28 de junho | Corrida - 28 de junho      | Corrida - 28 de junho | Corrida - 28 de junho | Corrida - 28 de junho | Corrida - 28 de junho | Corrida - 28 de junho |
| Pos                        | Nº                    | Piloto                | Equipe                     | Voltas                | Tempo                 | Largada               | Voltas na Liderança   | Pontos                |
| -------------------------- | --------------------- | --------------------- | -------------------------- | --------------------- | --------------------- | --------------------- | --------------------- | --------------------- |
| 1                          | 11                    | Tony Kanaan           | Andretti-Green Racing      | 300                   | 2:04:05.5111          | 1                     | 166                   | 53                    |
| 2                          | 3                     | Helio Castroneves     | Team Penske                | 300                   | +4.7691               | 18                    | 0                     | 40                    |
| 3                          | 9                     | Scott Dixon           | Chip Ganassi Racing        | 300                   | +6.6504               | 4                     | 0                     | 35                    |
| 4                          | 10                    | Dan Wheldon           | Chip Ganassi Racing        | 300                   | +7.7270               | 6                     | 0                     | 32                    |
| 5                          | 5                     | Oriol Servià          | KV Racing                  | 300                   | +10.7701              | 10                    | 0                     | 30                    |
| 6                          | 7                     | Danica Patrick        | Andretti-Green Racing      | 300                   | +10.9198              | 14                    | 0                     | 28                    |
| 7                          | 2                     | Justin Wilson         | Newman/Haas/Lanigan Racing | 300                   | +16.3094              | 23                    | 0                     | 26                    |
| 8                          | 23                    | Townsend Bell         | Dreyer & Reinbold Racing   | 300                   | +17.5175              | 21                    | 0                     | 24                    |
| 9                          | 26                    | Marco Andretti        | Andretti-Green Racing      | 299                   | +1 volta              | 2                     | 90                    | 22                    |
| 10                         | 33                    | EJ Viso               | HVM Racing                 | 298                   | +2 voltas             | 19                    | 0                     | 20                    |
| 11                         | 20                    | Ed Carpenter          | Vision Racing              | 238                   | +62 voltas            | 13                    | 0                     | 19                    |
| 12                         | 14                    | Darren Manning        | A. J. Foyt Enterprises     | 235                   | +65 voltas            | 22                    | 0                     | 18                    |
| 13                         | 27                    | Hideki Mutoh          | Andretti-Green Racing      | 220                   | Mecânico              | 7                     | 0                     | 17                    |
| 14                         | 34                    | Jaime Camara          | Conquest Racing            | 217                   | Contato               | 24                    | 44                    | 16                    |
| 15                         | 6                     | Ryan Briscoe          | Team Penske                | 158                   | Voltas                | 11                    | 0                     | 15                    |
| 16                         | 17                    | Ryan Hunter-Reay      | Rahal Letterman Racing     | 143                   | Contato               | 25                    | 0                     | 14                    |
| 17                         | 19                    | Mario Moraes          | Dale Coyne Racing          | 143                   | Contato               | 20                    | 0                     | 13                    |
| 18                         | 6                     | Graham Rahal          | Newman/Haas/Lanigan Racing | 131                   | Contato               | 3                     | 0                     | 12                    |
| 19                         | 25                    | Marty Roth            | Roth Racing                | 117                   | Mecânico              | 15                    | 0                     | 12                    |
| 20                         | 4                     | Vitor Meira           | Panther Racing             | 91                    | Contato               | 17                    | 0                     | 12                    |
| 21                         | 24                    | John Andretti         | Roth Racing                | 91                    | Contato               | 12                    | 0                     | 12                    |
| 22                         | 15                    | Buddy Rice            | Dreyer & Reinbold Racing   | 80                    | Contato               | 5                     | 0                     | 12                    |
| 23                         | 18                    | Bruno Junqueira       | Dale Coyne Racing          | 78                    | Contato               | 9                     | 0                     | 12                    |
| 24                         | 2                     | A.J. Foyt IV          | Vision Racing              | 29                    | Contato               | 8                     | 0                     | 12                    |
| 25                         | 4                     | Will Power            | KV Racing                  | 8                     | Contato               | 16                    | 0                     | 10                    |
| 26                         | 36                    | Enrique Bernoldi      | Conquest Racing            | 6                     | Mecânico              | 26                    | 0                     | 10                    |
| Relatório[ligação inativa] |                       |                       |                            |                       |                       |                       |                       |                       |

- (R) - Rookie